# Luganersee
Der Luganersee (Schreibweise in Deutschland und Österreich Luganer See), italienisch Lago di Lugano oder Ceresio (eine Italianisierung des lateinischen Namens Ceresius), deutsch veraltet Lauisersee (nach der früheren deutschen Bezeichnung Lauis für Lugano), ist einer der oberitalienischen Seen.

## Lage
Der See befindet sich zu 63 % im Schweizer Kanton Tessin. Zu 37 % liegt die Seefläche in italienischem Gebiet. Er ist nach der Schweizer Stadt Lugano benannt.
Seine Oberfläche liegt 271 m über dem Meeresspiegel und misst 48,8 km², von denen 30,7 km² zur Schweiz und 18,1 km² zu Italien gehören. Seine tiefste Stelle liegt bei 288 m, und sein Volumen beträgt 5,9 km³. Der wichtigste Zufluss ist der Vedeggio mit 4 m³/s.
Seine Form erklärt sich durch seine Entstehung nach der Eiszeit in einem Gebiet, in dem zwei Gletscher zusammentrafen. Durch den künstlichen Seedamm von Melide wird der See in ein Nord- und ein Südbecken geteilt. Das Nordbecken hat eine Fläche von 27,5 km², das Südbecken 20,3 km², dazu kommt das kleine Becken, genannt Laghetto (deutsch ‹kleiner See›), von Ponte Tresa mit 1,0 km².
Einige Ausläufer des Sees reichen nach Italien, dazu befindet sich die durch ihr Spielkasino bekannte italienische Exklave Campione d’Italia an seinem Ufer, was zu einem komplizierten Grenzverlauf führt. Südlich von Lugano überqueren die Autobahn A2 und die Gotthardbahn den See auf dem Seedamm von Melide.

## Tourismus
Bekannte Aussichtsberge am Ufer sind der Monte Brè (925 m ü. M.) im Osten, der Monte San Salvatore (912 m ü. M.) im Süden von Lugano und der Monte Generoso (1701 m ü. M.) am südöstlichen Ufer. Zwischen den beiden südlichen Armen liegt das UNESCO-Weltnaturerbe Monte San Giorgio (1097 m ü. M.).
Da der See durch seine Lage an der Südspitze der Schweiz in einem mediterranen Klima liegt, ist er ein beliebtes Touristenziel.
Rund um den See haben sich verschiedene deutsche Komponisten zurückgezogen, wie Michael Jary, Martin Böttcher oder auch Peter Thomas. Der Schriftsteller Hermann Hesse lebte ab seinem 42. Lebensjahr bis zu seinem Tod in Montagnola bei Lugano. Zu seinen Ehren gibt es dort seit 1997 ein ihm gewidmetes Museum im alten Torre Camuzzi.

## Limnologie
Der See ist aufgrund seiner Schichtung ein meromiktisches Gewässer.

## Schiffländen
Orte mit Schifflände der Personenschifffahrt, nach Becken (Nord, Süd, Ponte Tresa), von Norden nach Süden, meist durch die Società Navigazione del Lago di Lugano bedient:
| Name                           | Becken   | Lage                                | Staat | ⊙                                          | Bild | Anmerkungen |
| ------------------------------ | -------- | ----------------------------------- | ----- | ------------------------------------------ | ---- | ----------- |
| Porlezza (lago)                | Nord     | Porlezza                            | I     | !509.1188155546.0339685 46.033968 9.118815 | 2022 |             |
| Cima (lago)                    | Nord     |                                     | I     | !509.0908605546.0245265 46.024526 9.09086  | BW   |             |
| S. Mamete (lago)               | Nord     | San Mamete                          | I     | !509.0536065546.0242015 46.024201 9.053606 | BW   |             |
| Oria (lago)                    | Nord     | Oria, Valsolda                      | I     | !509.0327345546.0212205 46.02122 9.032734  | BW   |             |
| Gandria Confine (lago)         | Nord     | Gandria                             | CH    | !509.0197115546.0150665 46.015066 9.019711 | BW   |             |
| Osteno (lago)                  | Nord     | Osteno, Claino con Osteno           | I     | !509.0834615546.0071915 46.007191 9.083461 | BW   |             |
| Gandria (lago)                 | Nord     | Gandria                             | CH    | !509.0040215546.0055315 46.005531 9.004021 | BW   |             |
| Cassarate (lago)               | Nord     | Lugano                              | CH    | !508.9698865546.0051755 46.005175 8.969886 | BW   |             |
| Grotto Elvezia (lago)          | Nord     | Castagnola                          | CH    | !508.9933165546.0039425 46.003942 8.993316 | BW   |             |
| Lugano Giardino (lago)         | Nord     | Lugano                              | CH    | !508.9528805546.0034195 46.003419 8.95288  | BW   |             |
| Lugano Centrale (lago)         | Nord     | Lugano: Piazza della Riforma        | CH    | !508.9516595546.0030575 46.003057 8.951659 | 2017 |             |
| Castagnola (lago)              | Nord     | Castagnola                          | CH    | !508.9716645546.0028765 46.002876 8.971664 | BW   |             |
| Castagnola Heleneum (lago)     | Nord     | Castagnola: Museo delle Culture     | CH    | !508.9833815546.0006885 46.000688 8.983381 | 2012 |             |
| Lugano Excelsior (lago)        | Nord     | Lugano                              | CH    | !508.9499345545.9997165 45.999716 8.949934 | BW   |             |
| Museo doganale svizzero (lago) | Nord     | Pugerna: Schweizerisches Zollmuseum | CH    | !509.0211335545.9994975 45.999497 9.021133 | BW   |             |
| Cantine di Gandria (lago)      | Nord     | Pugerna: Cantine di Gandria         | CH    | !509.0170785545.9984955 45.998495 9.017078 | BW   |             |
| Paradiso (lago)                | Nord     | Paradiso                            | CH    | !508.9468895545.9933525 45.993352 8.946889 | 2012 |             |
| Grotto Pescatori (lago)        | Nord     | Pugerna                             | CH    | !508.9934275545.9900195 45.990019 8.993427 | 2022 |             |
| Caprino (lago)                 | Nord     | Pugerna                             | CH    | !508.9847405545.9876705 45.98767 8.98474   | 2022 |             |
| S. Rocco (lago)                | Nord     | Pugerna                             | CH    | !508.9800265545.9852135 45.985213 8.980026 | BW   |             |
| Cavallino (lago)               | Nord     | Pugerna                             | CH    | !508.9774095545.9833765 45.983376 8.977409 | BW   |             |
| Campione (lago)                | Nord     | Campione d’Italia                   | I     | !508.9704885545.9689835 45.968983 8.970488 | BW   |             |
| Caslano (lago)                 | Süd      | Caslano                             | CH    | !508.8839465545.9698325 45.969832 8.883946 | BW   |             |
| Melide Swissminiatur (lago)    | Süd      | Melide: Swissminiatur               | CH    | !508.9547315545.9528715 45.952871 8.954731 | BW   |             |
| Melide Cantine (lago)          | Süd      | Melide                              | CH    | !508.9426255545.9505055 45.950505 8.942625 | BW   |             |
| Bissone (lago)                 | Süd      | Bissone                             | CH    | !508.9643395545.9498525 45.949852 8.964339 | BW   |             |
| Brusimpiano (lago)             | Süd      | Brusimpiano                         | I     | !508.8910185545.9488315 45.948831 8.891018 | BW   |             |
| Figino (lago)                  | Süd      | Figino, Barbengo                    | CH    | !508.9042095545.9482825 45.948282 8.904209 | BW   |             |
| Maroggia (lago)                | Süd      | Maroggia                            | CH    | !508.9683945545.9357825 45.935782 8.968394 | BW   |             |
| Poiana (lago)                  | Süd      | Riva San Vitale                     | CH    | !508.9548485545.9327105 45.93271 8.954848  | BW   |             |
| Brusino Arsizio (lago)         | Süd      | Brusino Arsizio                     | CH    | !508.9380155545.9299805 45.92998 8.938015  | BW   |             |
| Brusino Arsizio Funivia (lago) | Süd      | Brusino Arsizio                     | CH    | !508.9345575545.9244515 45.924451 8.934557 | BW   |             |
| Morcote (lago)                 | Süd      | Morcote                             | CH    | !508.9171185545.9227275 45.922727 8.917118 | BW   |             |
| Melano (lago)                  | Süd      | Melano                              | CH    | !508.9810375545.9210135 45.921013 8.981037 | BW   |             |
| Capolago (lago)                | Süd      | Capolago                            | CH    | !508.9809945545.9062215 45.906221 8.980994 | BW   |             |
| Porto Ceresio (lago)           | Süd      | Porto Ceresio                       | I     | !508.9007105545.9039235 45.903923 8.90071  | BW   |             |
| Ponte Tresa (lago)             | P. Tresa | Ponte Tresa                         | CH    | !508.8598605545.9674245 45.967424 8.85986  | BW   |             |
| Ponte Tresa (Italia) (lago)    | P. Tresa | Ponte Tresa                         | I     | !508.8588565545.9654315 45.965431 8.858856 | BW   |             |

## Bilder

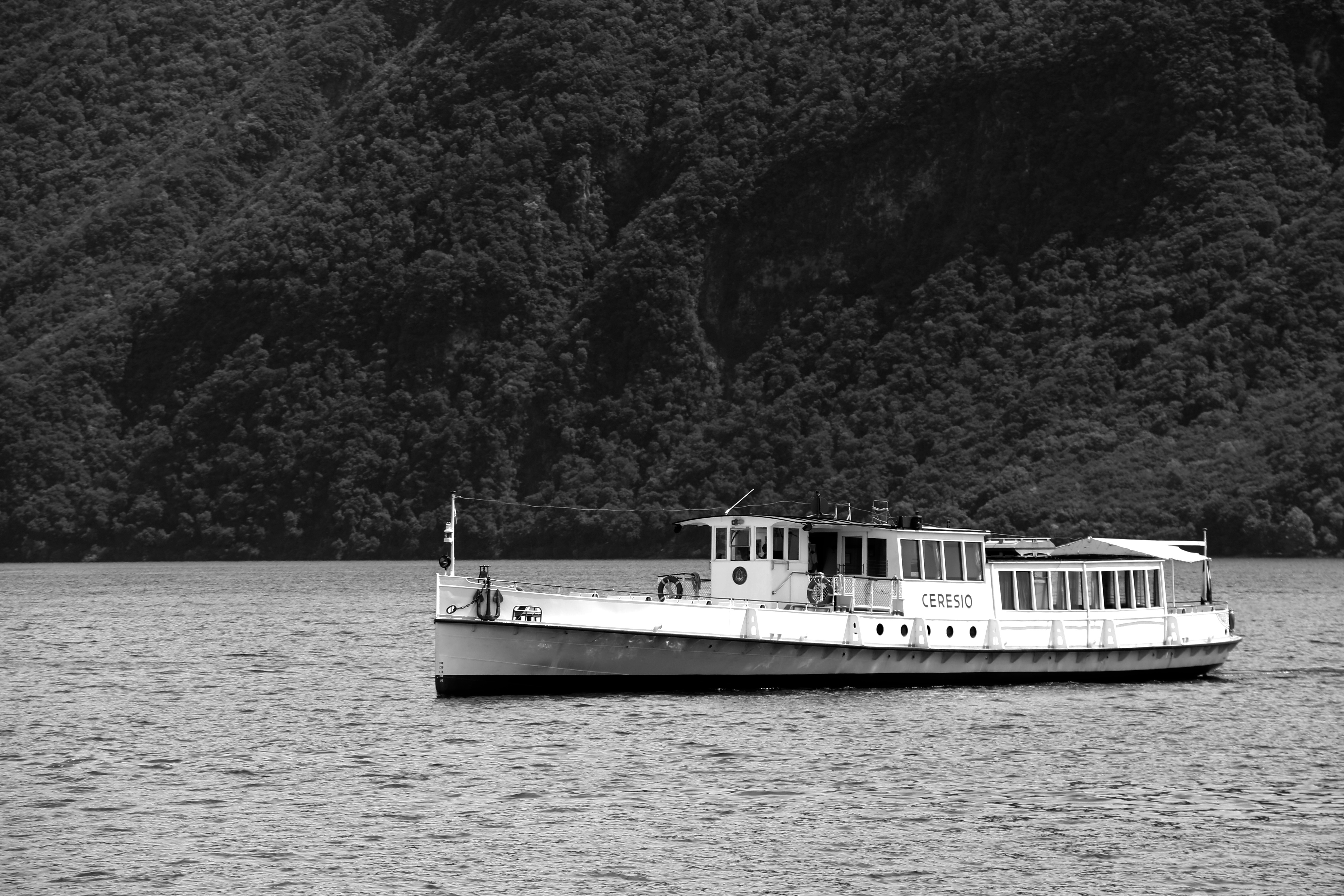
Passagierschiff Ceresio auf dem Luganersee (2015)
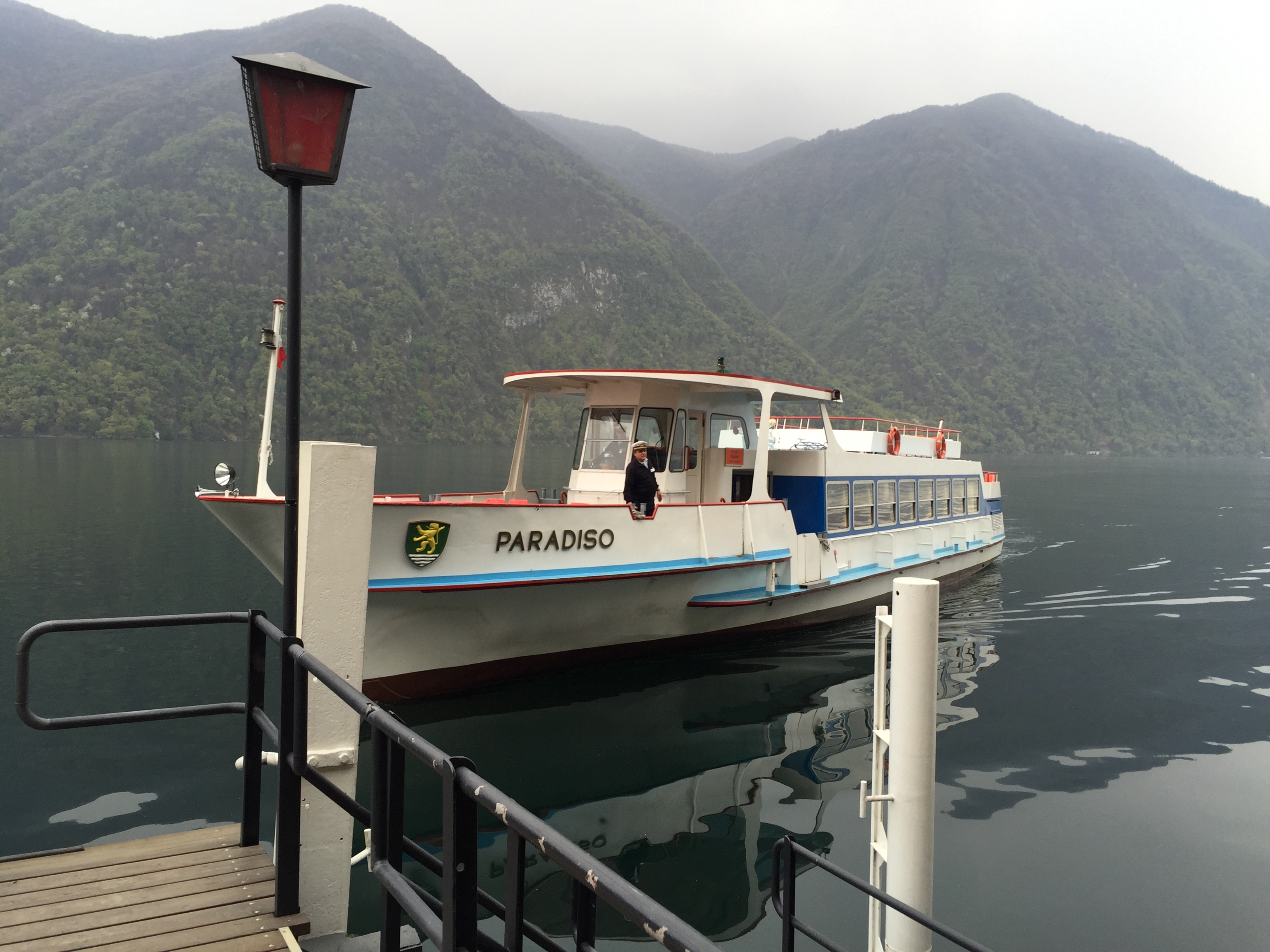
Paradiso am Landesteg in Gandria (2016)
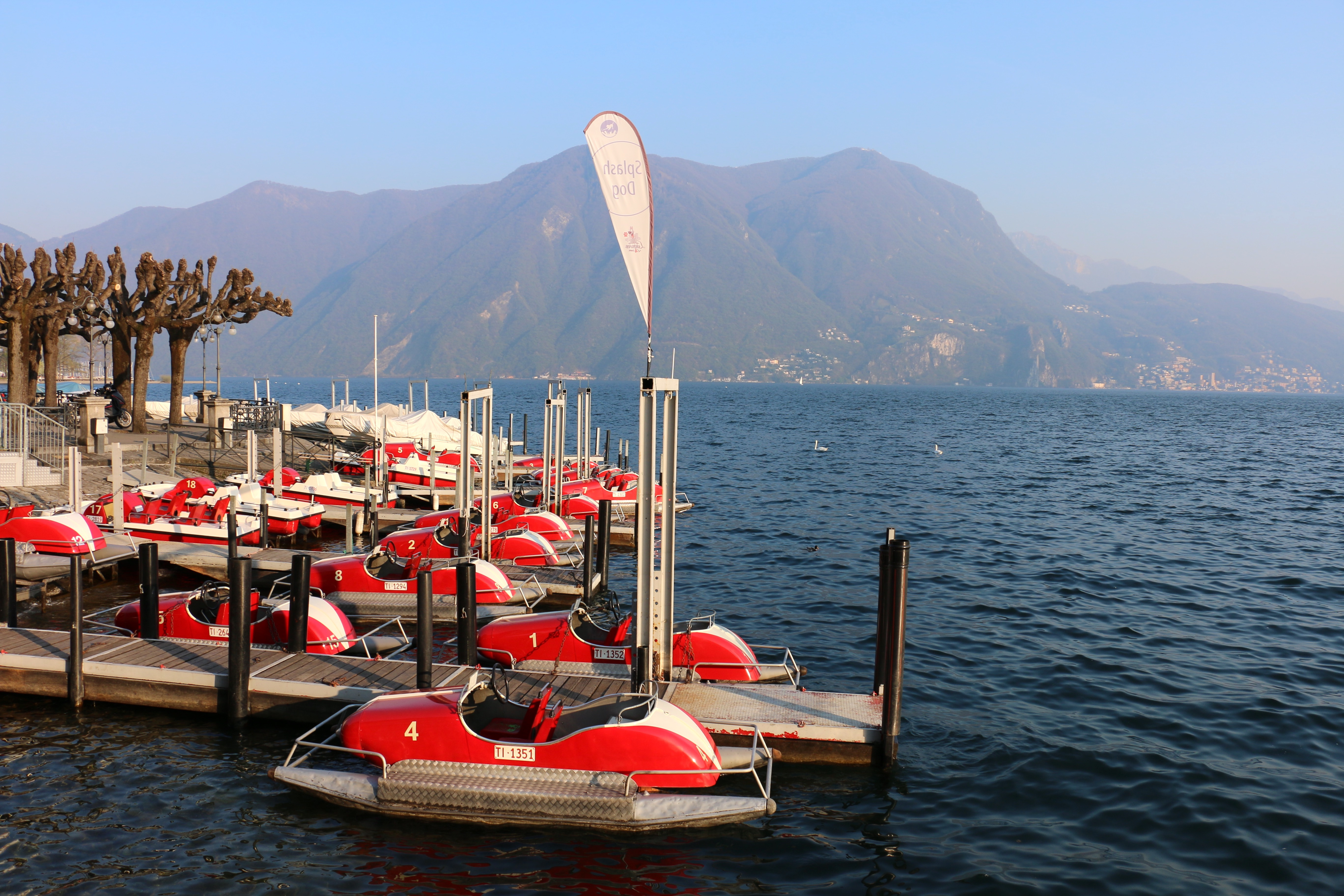
Pedalos in Lugano am Lago di Lugano (2015)
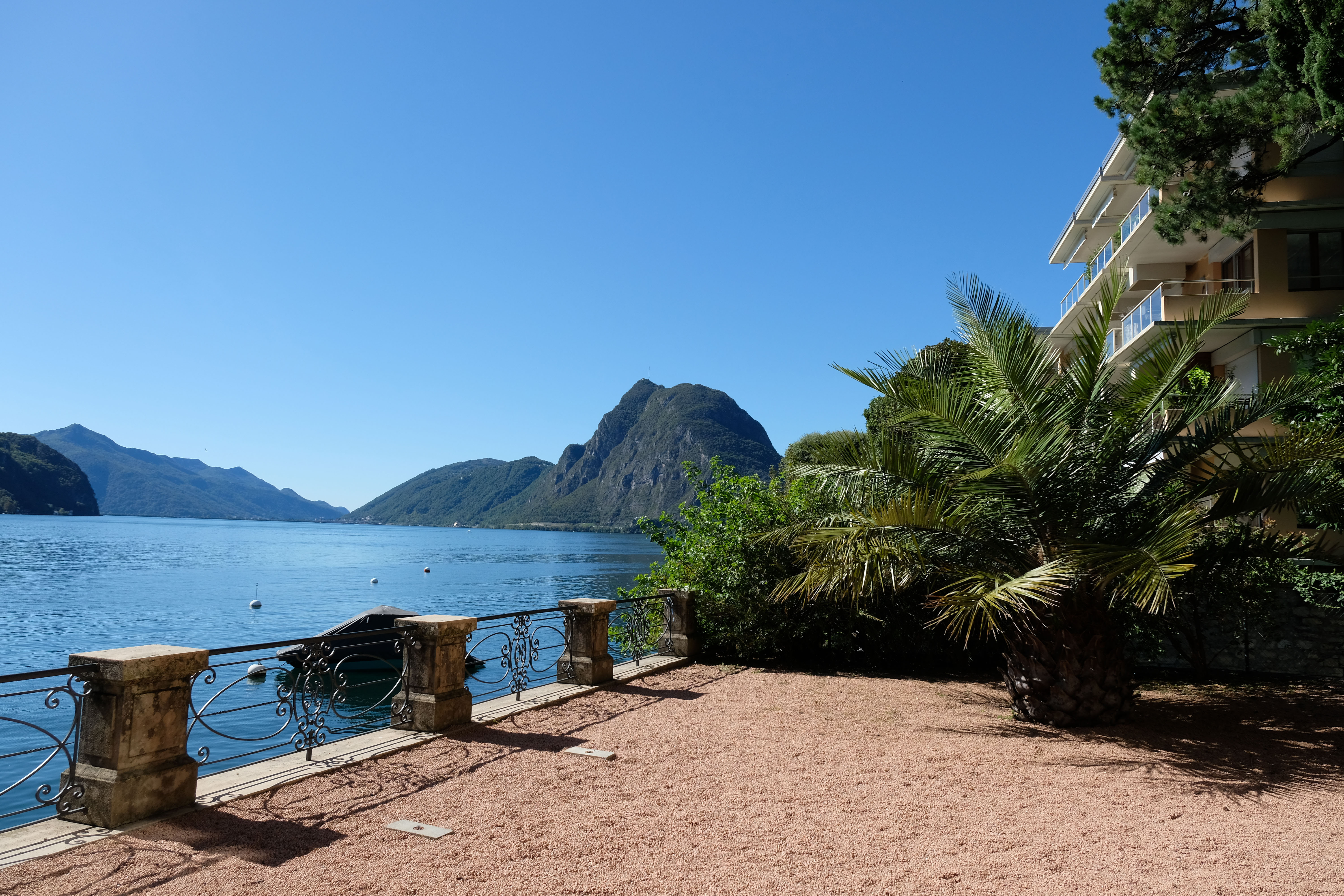
Der Luganersee
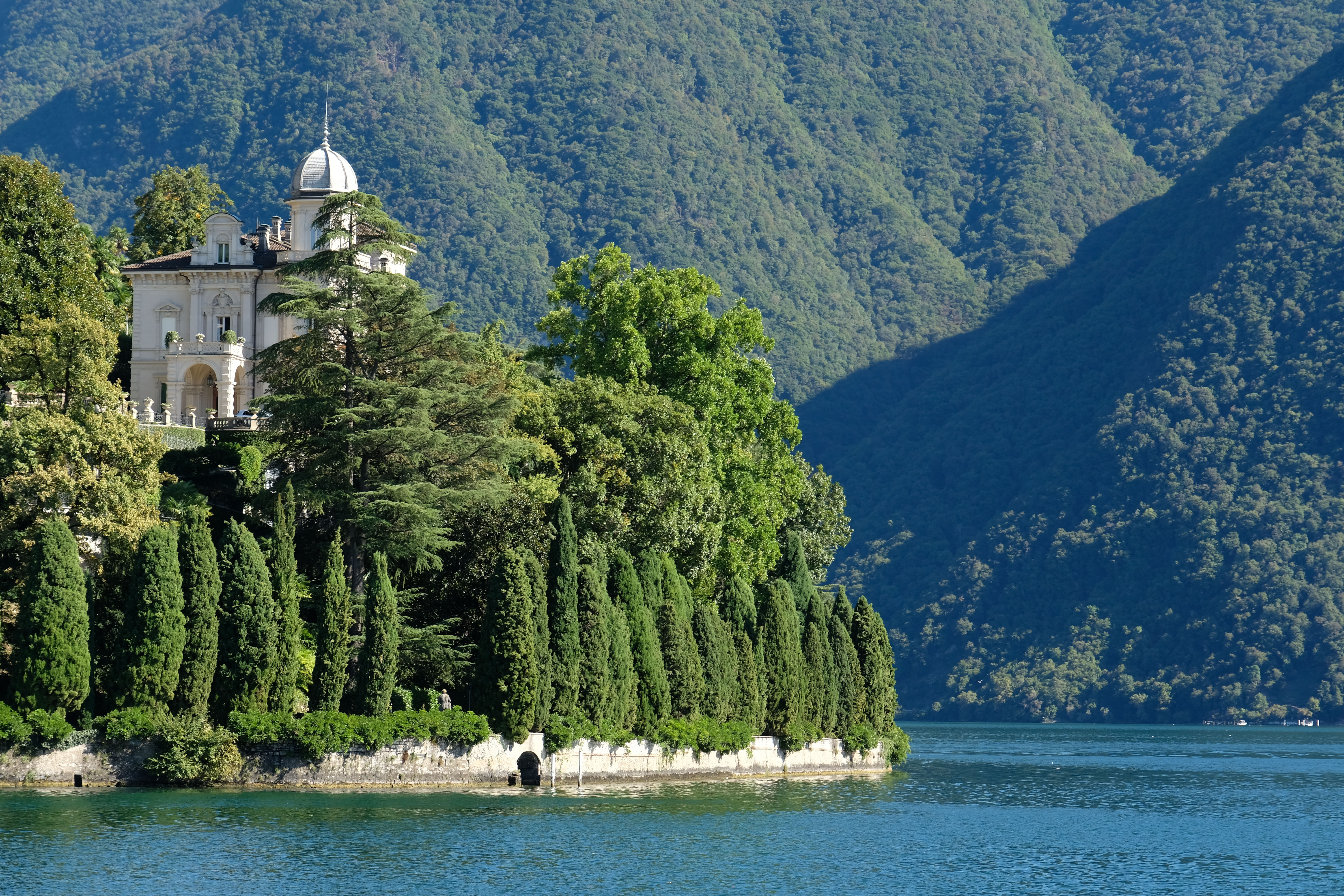
Blick auf den Luganersee